# قاسم مقداد
قاسم المقداد مترجم وكاتب سوري ولد في قرية غصم في محافظة درعا عام 1951م. ترجم الكثير من الأعمال عن اللغة الفرنسية، من أبرزها كتاب (رذائل المعرفة بحث في الأحكام الأخلاقية الفكرية) للفيلسوف باسكال إنجل، و(أسطوريات: أساطير الحياة اليومية) للفيلسوف الفرنسي رولان بارت.

## التعليم
- حصل على الدكتوراه في علوم اللغة - لسانيات من جامعة السوربون عام 1986.

## العمل
- يعمل مدرساً في قسم اللغة الفرنسية في جامعة دمشق.
- عمل رئيساً لقسم اللغة الفرنسية في جامعة دمشق.
- عمل مديراً للتأليف والترجمة في وزارة الثقافة السورية.
- عمل مديراً للمركز الثقافي السوري في فرنسا.[4]

## إصدارات

### مؤلفات
| الإصدار                                        | سنة النشر | م |
| ---------------------------------------------- | --------- | - |
| هندسة المعنى في السرد الاسطوري الملحمي، جلجامش | 1984      |   |
| قواعد اللغة الفرنسية المعاصرة                  | 1995      |   |

### ترجمات
| الإصدار                                            | المؤلف                     | سنة النشر | م                                                                 |
| -------------------------------------------------- | -------------------------- | --------- | ----------------------------------------------------------------- |
| مقدمة إلى علم الدلالة الألسني                      | هربيرت بركلي               | 1990      |                                                                   |
| اللسانيات التطبيقية                                | شارل بوتون                 | 1991      | بالاشتراك مع محمد رياض المصري.                                    |
| النقد في القرن العشرين                             | جان إيف                    | 1994      |                                                                   |
| فن كتابة السيناريو                                 |                            | 1995      | [ 6 ]                                                             |
| أسطوريات: أساطير الحياة اليومية                    | رولان بارت                 | 1995      |                                                                   |
| القرن الإسرائيلي                                   |                            | 1996      |                                                                   |
| الكتابة السينمائية                                 | بيير مايو                  | 1997      | [ 7 ]                                                             |
| الملفوظية                                          | جان سيرفوني                | 1998      |                                                                   |
| أبطال الرواية الحقيقيون: مشهورون مغمورون           | باتريك بينو                | 2010      | [ 8 ]                                                             |
| عشيقة شارل بودلير                                  | ميكائيل برزان              | 2011      |                                                                   |
| عطور (رواية)                                       | فيليب كلوديل               | 2012      |                                                                   |
| مقدمة إلى الترجمية (علم الترجمة)                   | ماتيو غدير                 | 2015      |                                                                   |
| المتعصبون جنون الإيمان                             | برنار شوفييه               | 2017      | [ 9 ]                                                             |
| اللسَانيات والفلسفة: دراسَة في الثوابت الفلسفية للغة | إيتين جيلسون               | 2017      |                                                                   |
| النساء واللغة: التصورات الإجتماعية للإختلاف        | فيرينا آبيشير              | 2019      |                                                                   |
| حضارة كيف تأمركنا                                  | ريجيس دوبريه               | 2019      | [ 10 ]                                                            |
| الحجاج الدعائي: بلاغة التقريظ والإقناع             | مارك بونوم - جان ميشيل آدم | 2019      |                                                                   |
| رسام الحياة الحديثة                                | شارل بودلير                | 2019      |                                                                   |
| اللغة مقاربة فلسفية                                | فريديريك نف                | 2020      |                                                                   |
| العلامة والإتصال                                   | فيليب فيرهاغن              | 2020      |                                                                   |
| كيف نتحدث عن وقائع لم تحدث؟                        | بيير بايار                 | 2021      | [ 11 ]                                                            |
| رذائل المعرفة: بحث في الأحكام الأخلاقية الفكرية    | باسكال إنجل                | 2021      | رشح للقائمة القصيرة لجائزة الشيخ زايد للكتاب في فرع الترجمة 2022. |
| مراسم الوداع وحوارات مع جان بول سارتر              | سيمون دو بوفوار            | 2021      | [ 13 ]                                                            |
| الحب والعدوان: بين الغريزة والتسامي                | بيير بيرني - غابرييل موزير | 2022      |                                                                   |